# Cserpatak (Szlovákia)
Cserpatak (1886-ig Oszrblina, szlovákul: Osrblie, németül: Zährenbach) község Szlovákiában, a Besztercebányai kerületben, a Breznóbányai járásban.

## Fekvése
Breznóbányától 14 km-re délnyugatra, a Cser-patak partján található.

## Története
A falu a 15. század második felében keletkezett, 1580-ban mint a bányakamarához tartozó bányásztelepülést említik először. Alapítói német bányászok voltak, akik a közeli bányákban és vasolvasztókban dolgoztak. Magyar neve a német Zährenbach fordítása. 1622-ben „Zerrenpach” néven említik. Területén vasat, majd 1630-tól ólmot is bányásztak. 1795-ben épült fel vashámora.
A 18. század végén Vályi András így ír róla: „OSZTROBLJA. Zorenbach. Tót falu Zólyom Várm. földes Ura a’ Besztercze Bányai Bányászi Kamara, lakosai katolikusok, fekszik Rohniczhoz közel, mellynek filiája.”
1813 és 1821 között drótot készítettek vasüzemében. 1828-ban Cserpataknak 34 háza volt 264 lakossal. 1840-től vaslemezt és profilvasakat gyártottak itt.
Fényes Elek 1851-ben kiadott geográfiai szótárában így ír a faluról: „Oszrble (Zörenbach), tót falu, Zólyom vgyében, Hroneczhez délre 1 órányira, 263 kath., 1 evang. lak., kik vasbányákban dolgoznak. F. u. a kamara. Ut. p. Besztercze.”
A bányászat a 19. században szűnt meg, az üzemet 1870-ben zárták be. A trianoni diktátumig Zólyom vármegye Breznóbányai járásához tartozott.

## Népessége
| Év:            | 1994. | 2004.   | 2014.   | 2024.   |
| -------------- | ----- | ------- | ------- | ------- |
| Emberek száma: | 379   | 384     | 379     | 343     |
| Eltérés:       |       | +1,31 % | -1,30 % | -9,49 % |

| Év:            | 2023. | 2024. |
| -------------- | ----- | ----- |
| Emberek száma: | 350   | 343   |
| Eltérés:       |       | -2 %  |

1910-ben 594, túlnyomórészt szlovák anyanyelvű lakosa volt.
2001-ben 393 lakosából 389 szlovák volt.
2011-ben 386 lakosából 373 szlovák volt.

## Nevezetességei
- Ipari műemléke az 1795-ben épített őskohó.
- Kápolnája 1813-ban épült.
- Templomát 1933 és 1935 között építették, legrégibb műtárgya egy 15. században készített faszobor.
- A falu a szlovák biatlonsport fellegvára, sípályáin világkupa versenyeket rendeznek, kiszolgáló létesítményei, szállodái vannak.